# أبل كير
أبل كير، (بالإنجليزية: AppleCare)‏، هو اسم لقسم الدعم الفني لشركة أبل. ومن المعروف أن الخدمة والدعم لمنتجات أبل كير بحماية بلس. يتم استخدام وتبادل المصطلحين عن طريق الخطأ. خطة أبل كير بلس متاحة لجميع منتجات شركة أبل التي تم شراؤها حديثا. على الرغم من جميع المنتجات المتسلسلة تأتي مع ضمان محدود لمدة سنة واحدة و 90 يوما للدعم الفني عبر الهاتف،  وخطة أبل كير تمتد على طول هذه التغطية، ويشمل ما هو مغطى.
وتقدم الخدمة من خلال مجموعة متنوعة من الخيارات، بما في ذلك إصلاح الموقع في الشريط العبقري الموجود في البيع بالتجزئة ل متاجر أبل أو لمقدمي خدمة أبل المرخص لهم. بدلا من ذلك، بعد التحدث مع ممثل أبل كير على الهاتف أو أبل على شبكة الإنترنت، قد يتم إرسالها بالبريد الأجهزة إلى مركز إصلاح أبل أو لمقدمي خدمة أبل المرخص لهم. ويتم استبدال المنتجات التي لا يمكن إصلاحها بالمنتجات الجديدة أو المجددة.

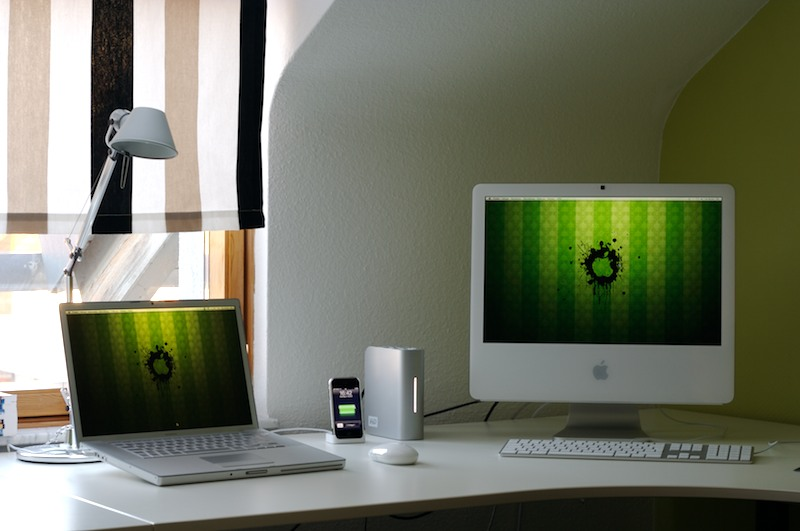
جهازي آي ماك، وماك بوك

أجهزة ماكينتوش، يشمل دعمها جميع برامج أبل، مثل أو إس أكس (OS X)، آي لايف، وورك.

## خطة حماية أبل كير

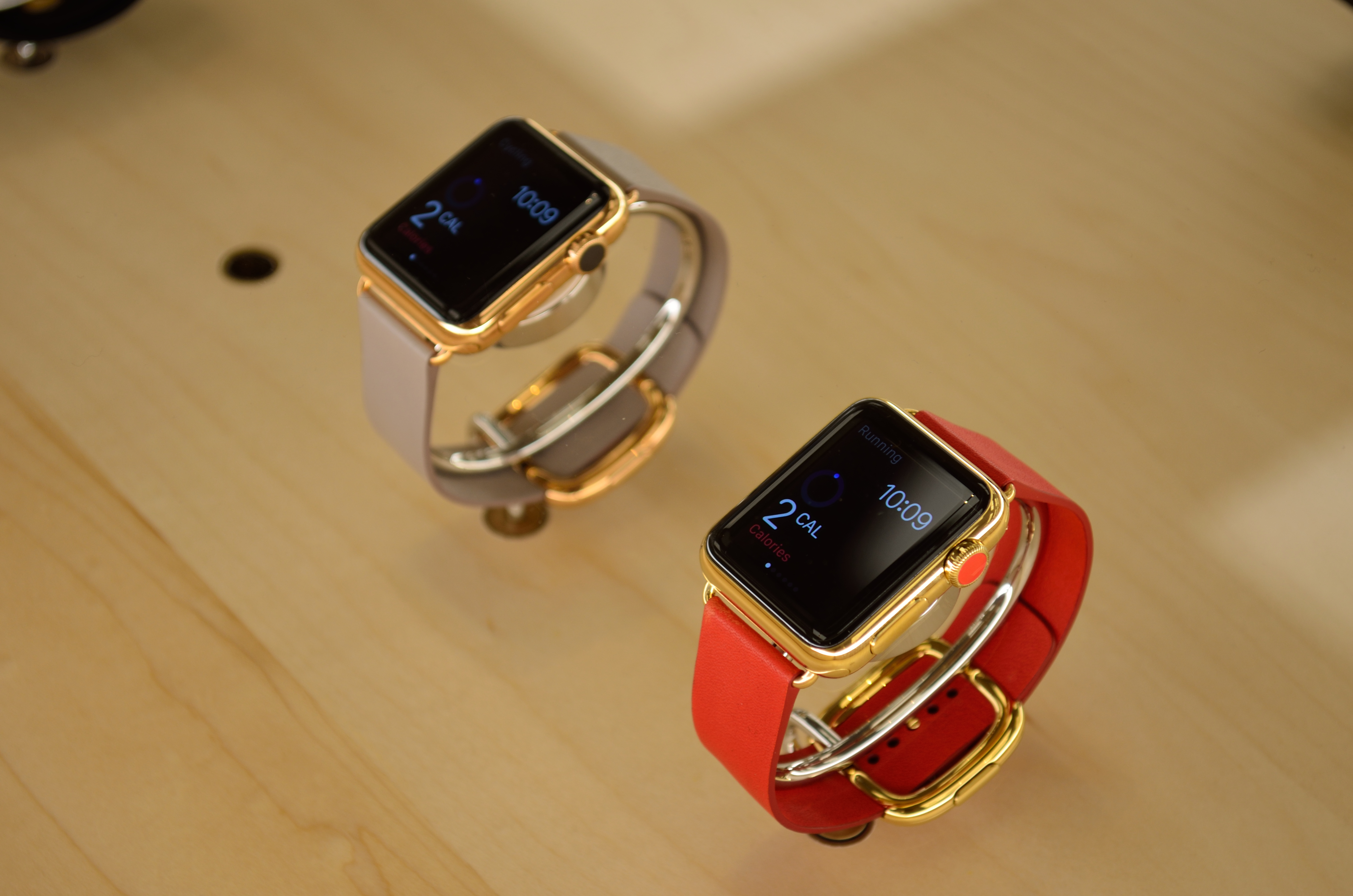
ساعة أبل المصنوعة من الذهب عيار 18.

خطة حماية أبل كير، (AppleCare Protection Plan)، تشمل المستخدمين الذين يريدون تغطية أطول من المبلغ المعياري، لديهم خيار إضافي لتمديد هذا الغطاء من خلال شراء خطة -أبل كير- الحماية والرعاية.
تباع خطة الحماية والرعاية -أبل كير- من قبل شركة أبل وموزعيها المعتمدين لديها. وهي متاحة للشراء مع كل قطعة كبيرة من أجهزة أبل، بما في ذلك أجهزة أصغر حجما وأجهزة الكمبيوتر، جنبا إلى جنب مع العديد من قطع الغيار الخاصة بها. خطة الحماية والرعاية ويمكن شراؤها في نفس الوقت على الأجهزة، أو بشكل منفصل بعد شراء الأجهزة الأصلية، طالما أن ضمان أبل أصلي والأجهزة نشطة، عادة خلال السنة الأولى. ومع ذلك، للآيفون وأجهزة الآيباد، في المناطق حيث تحمل العلامة التجارية لمنتج أبل كير+ (Puls)، توفر الخطة امكانية شراؤها في غضون 60 يوما من شراء الجهاز المعنية.
كافة الأجهزة، تشمل 90 يوم هاتف / دعم الإنترنت ضمان سنة واحدة على الأجهزة، شراء خطة أبل كير لكمبيوتر ماك أو خطة أبل كير المنفصلة حيث يمتد الدعم للأجهزة لمدة ثلاث سنوات،  في حين أن شراء أبل كير+ (بلس) لأجهزة أيبود وأجهزة دائرة الرقابة الداخلية الأخرى يمكن أن يمتد الدعم للأجهزة لمدة عامين. تغطية موسعة في إطار خطة الحماية. وهي متاحة للووتش أبل -ساعة أبل- إما سنتين أو ثلاث سنوات، اعتمادا على نموذج معين للجهاز. أجهزة واكسسوارات أبل الأخرى لديها خطط أبل كير مماثلة ومتوفرة وتمتد التغطية عموما لمدة تصل إلى سنتين بعد الشراء.

### تغطية إكسسوارات ماك
المستخدمون الذين يشترون خطة أبل كير مع أي جهاز كمبيوتر ماك أيضا تلقائيا يحصلون على تغطية لبعض الاكسسوارات أبل الأخرى ذات الصلة. جنبا إلى جنب مع تغطية لماك، يتم تغطية أي عرض أبل إضافي (يجب أن يكون شراؤها في نفس الوقت ماك على الرغم من)، و / أو أي جهاز أبل مطار، على سبيل المثال قاعدة محطة مطار اكسبرس، قاعدة محطة مطار البائع، أو الكبسولة الزمنية يجب أن يكون قد تم شراؤها قبل سنتين، قبل شراء ماك أو خلال فترة التغطية خطة أبل كير).

### المنافسة
هناك العديد من موفري ضمان طرف ثالث، جنبا إلى جنب مع شركات التأمين التقليدية، من شأنها أن تشمل أيضا منتجات أبل. قد تتضمن بعض الحوادث، وفقدان، وتغطية السرقة، وكذلك فشل في الأجهزة. بعض كبار تجار التجزئة التي تبيع منتجات أبل تبيع خطط الخدمات الموسعة الخاصة بها كذلك.

### استقبال الإنتقاد
عموما، نقاد التكنولوجيا تنص على أن خطة - الحماية والرعاية- أبل كير تستحق الشراء. في حين أنها قادرة على الحركة بشكل كبير أجهزة الكمبيوتر المكتبية ماك . التي قد لا تحتاج إلى تغطية، وبأن مدد الأجهزة المحمولة مثل ماك بوك، آيفون، ولاب توب تستفيد من فترة أطول من إصلاح بالمقارنة مع شراء جهاز جديد.

## خدمة أبل كير الممددة
في بعض البلدان أو المناطق، مثل أجزاء من أمريكا اللاتينية، حيث لا توجد مكاتب أبل، و«خدمة أبل كير الموسعة» المنتج بدلا من ذلك متاح، والذي يقدم نفس ضمان الأجهزة دون دعم الهاتف / الإنترنت.

## أبل كير وقوانينالاتحاد الأوروبي

الاتحاد الأوروبي

الأنظمة المحلية في أجزاء من أوروبا تعطي المستهلكين مدة ضمان لا تقل عن سنتين ضمان على عيوب الأجهزة، التي تتداخل مع فوائد خدمة أبل كير. هذا يعني عمليا أن خطة الحماية والرعاية -أبل كير- تقدم الدعم الهاتف / الإنترنت من 90 يوما على كافة الأجهزة. لكن بدون فائدة إضافية مستمدة ذلك من شراء خطة حماية أبل على الأجهزة حيث الخطة ستغطي فقط الأجهزة لمدة عامين على أي حال. ومع ذلك، أجهزة الكمبيوتر ماك مع أو بدون أي تضمين إضافي لاكسسوارات ماك المغطاة، (أو شراؤها بشكل منفصل، أبل تسعى مع الخطة الخاصة لشراء حماية أبل).
بمعنى انه لا يزال يمتد غطاء الحماية لسنة ثالثة من نظامية عامين. في إيطاليا، وقد اتهمت أبل بعدم إعلام العملاء حول حقوقهم.